# Allyn Ann McLerie
Allyn Ann McLerie (Grand-Mère, Quebec, Canadá, 1 de diciembre de 1926-North Bend, Washington, Estados Unidos, 21 de mayo de 2018) fue una actriz, cantante y bailarina canadiense nacionalizada estadounidense. Trabajó con la mayoría de los coreógrafos de la Era de Oro, incluyendo a George Balanchine, Agnes De Mille y Jerome Robbins.
Hizo su debut en Broadway como una adolescente en One Touch of Venus de Kurt Weill. Reemplazó a Sono Osato como Ivy en On the Town, luego creó el papel de Amy Spettigue en la producción de Where's Charley?. Sus otros créditos en Broadway incluye Miss Liberty, Time Limit, Redhead y West Side Story. 
Las apariciones de cine más conocidas de McLerie son como Amy en Where's Charley?, Katie Brown en Calamity Jane, Shirley en They Shoot Horses, Don't They?, y como la Mujer Loca en Jeremiah Johnson. Otros trabajos en películas son Words and Music y The Desert Song.
Disfrutó una larga carrera como actriz en televisión, haciendo frecuentes apariciones en shows como Bonanza, The Waltons, The Love Boat, Barney Miller, Bensin, Hart to Hart, St. Elsewhere, y Dynasty, entre otras.
Interpretó a Janet Reubner, asistente de Tony Randall, en The Tony Randall Show desde 1976 hasta 1978. McLeire interpretó un papel recurrente de la esposa de Arthur Carlson, Carmen en WKRP in Cincinnati. Quizás sea más recordada como Florence Bickford, en The Days and Nights of Molly Dodd desde 1987 hasta 19911. Su último papel fue en un episodio de Brooklyn Bridge en 1993.
Se casó con Adolph Green desde 1945 hasta su divorcio en mayo de 1953. Se casó luego con el actor George Gaynes desde 1953. La pareja tuvo dos hijos y se retiraron en California.